# Phaeogyroporus sudanicus
Phaeogyroporus sudanicus är en svampart som först beskrevs av Har. & Pat., och fick sitt nu gällande namn av Rolf Singer. Phaeogyroporus sudanicus ingår i släktet Phaeogyroporus och familjen Boletinellaceae.   Inga underarter finns listade i Catalogue of Life.